# Bơi thủy liệu

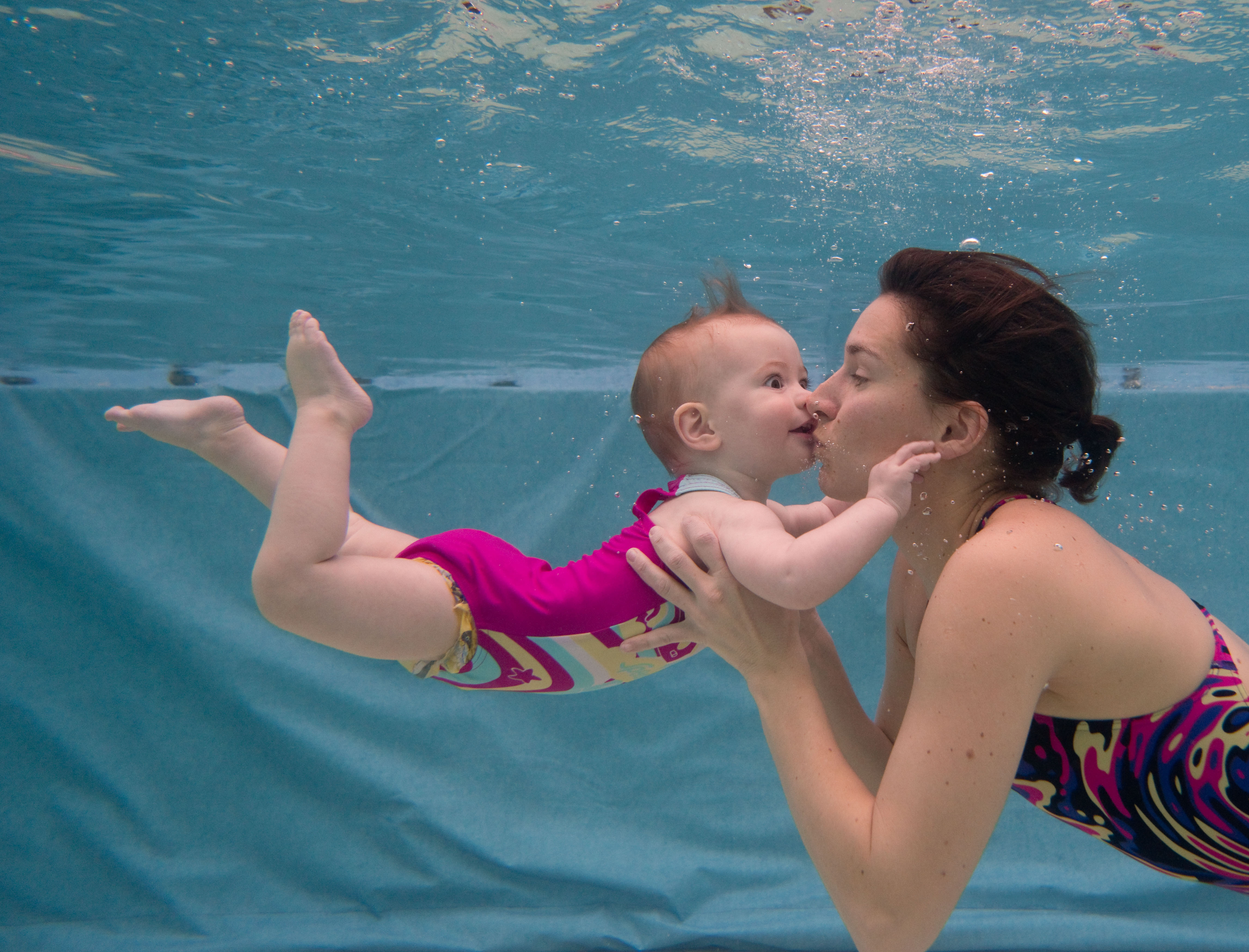
Một trẻ em đang bơi thủy liệu

Bơi thủy liệu (tiếng Anh: infant swimming) là hiện tượng con người trẻ sơ sinh và trẻ mới biết đi di chuyển trong môi trường nước theo phản xạ và thay đổi nhịp thở và nhịp tim để phản ứng khi bị ngập nước. Nhịp tim và nhịp thở chậm lại được gọi là phản ứng nhịp tim chậm.

## Đại cương
Quan niệm trẻ sơ sinh khi sinh ra đã có khả năng bơi là không đúng, mặc dù chúng có phản xạ nguyên thủy khiến chúng trông giống như vậy. Trẻ sơ sinh chưa đủ lớn để có thể nín thở một cách có chủ ý hoặc đủ khỏe để giữ đầu trên mặt nước và không thể bơi nếu không có sự trợ giúp. Hầu hết trẻ sơ sinh, mặc dù không phải tất cả, sẽ nín thở theo phản xạ khi chìm để bảo vệ đường thở và có thể sống sót khi ngâm mình trong nước trong thời gian ngắn. Trẻ sơ sinh cũng có thể được cho học bơi dù điều này có thể được thực hiện để giảm nguy cơ đuối nước nhưng tác động đối với nguy cơ đuối nước là không đáng tin cậy. Bé có thể bắt chước các động tác bơi và phản xạ nhưng chưa có khả năng bơi lội.
Một bác sĩ người Đức đã chỉ ra những nguy cơ sức khỏe khi cho trẻ sơ sinh bơi thủy liệu và những hậu quả đôi khi nghiêm trọng ngay từ năm 1986, viết rằng kể từ khi môn bơi lội cho trẻ sơ sinh ra đời ở Đức, hàng trăm trẻ sơ sinh đã chết vì biến chứng não do viêm xoang và viêm tai giữa xảy ra sau khi lặn. Các bác sĩ nhi khoa cũng báo cáo các trường hợp ngừng tim hoặc suy hô hấp. Theo truyền thống, học bơi bắt đầu từ bốn tuổi trở lên, vì trẻ em dưới bốn tuổi chưa được coi là sẵn sàng phát triển. Tuy nhiên, việc học bơi cho trẻ sơ sinh đã trở nên phổ biến hơn. Hiệp hội Giáo viên và Huấn luyện viên Bơi lội Úc (Australian Swimming Coaches and Teachers Association) khuyến cáo rằng trẻ sơ sinh có thể bắt đầu chương trình học bơi chính thức khi được bốn tháng tuổi và nhiều trường dạy bơi được công nhận cung cấp các lớp học cho trẻ nhỏ, đặc biệt là cho bơi thủy liệu vào tháng thứ 10.